# Municipio Benemérito de las Américas
Koordinaten: 16° 31′ N, 90° 39′ W
Benemérito de las Américas ist das östlichste Municipio des mexikanischen Bundesstaats Chiapas. Das 1999 gegründete Municipio hatte 2010 17.282 Einwohner und ist 1096,7 km² groß. Verwaltungssitz und größter Ort des Municipio ist das gleichnamige Benemérito de las Américas.
Benannt sind Municipio und Hauptort nach einem Ehrentitel des früheren mexikanischen Präsidenten Benito Juárez.

## Geographie
Das Municipio Benemérito de las Américas liegt im äußersten Osten des mexikanischen Bundesstaats Chiapas auf Höhen zwischen 100 m und 300 m. Es zählt zur Gänze zur physiographischen Provinz der Sierra Madre de Chiapas und liegt gänzlich in der hydrologischen Region Grijalva-Usumacinta. Die Geologie des Municipios wird zu 73 % von Alluvionen bestimmt bei 25 % Sandstein-Lutit; vorherrschende Bodentypen sind Gleysol (20 %), Vertisol (19 %) und Luvisol (16 %). Etwa 63 % der Gemeindefläche sind bewaldet, 32 % dienen als Weideland.
Das Municipio Benemérito de las Américas grenzt an die Municipios Marqués de Comillas und Ocosingo sowie an die Republik Guatemala.

## Bevölkerung
Beim Zensus 2010 wurden im Municipio 17.282 Menschen in 3.563 Wohneinheiten gezählt. Davon wurden 4.553 Personen als Sprecher einer indigenen Sprache registriert, davon 1.912 Sprecher des Tzeltal, 1309 Sprecher des Chol und 500 Sprecher des Zoque. Etwa 21 Prozent der Bevölkerung waren Analphabeten. 5.037 Einwohner wurden als Erwerbspersonen registriert, wovon gut 88 % Männer bzw. 1,7 % arbeitslos waren. Knapp 35 % der Bevölkerung lebten in extremer Armut.

## Orte
Das Municipio Benemérito de las Américas umfasst 50 bewohnte localidades, von denen nur der Hauptort vom INEGI als urban klassifiziert ist. Zwei der Orte wiesen beim Zensus 2010 eine Einwohnerzahl von über 1000 auf, 32 Orte hatten weniger als 100 Einwohner. Die größten Orte sind:
| Ort                        | Einwohner |
| Benemérito de las Américas | 7259      |
| Flor de Cacao              | 1655      |
| Nuevo Orizaba              | 0971      |
| Nuevo Veracruz             | 0786      |